# Гушће
Гушће је насељено место у саставу Града Сиска, Република Хрватска.

## Становништво
На попису становништва 2011. године, Гушће је имало 385 становника.

## Попис1991.
На попису становништва 1991. године, насељено место Гушће је имало 609 становника, следећег националног састава:
| Попис 1991.‍  | Попис 1991.‍  | Попис 1991.‍ | Попис 1991.‍ | Попис 1991.‍ |
| ------------ | ------------ | ----------- | ----------- | ----------- |
|              |              |             |             |             |
| Хрвати       | Хрвати       |             | 539         | 88,50%      |
| Југословени  | Југословени  |             | 8           | 1,31%       |
| Муслимани    | Муслимани    |             | 2           | 0,32%       |
| Срби         | Срби         |             | 1           | 0,16%       |
| неопредељени | неопредељени |             | 23          | 3,77%       |
| регион. опр. | регион. опр. |             | 2           | 0,32%       |
| непознато    | непознато    |             | 34          | 5,58%       |
| укупно: 609  |              |             |             |             |